# Taiwanobryum anacamptolepis
Taiwanobryum anacamptolepis là một loài Rêu trong họ Prionodontaceae. Loài này được (Müll. Hal.) S. Olsson, Enroth & D. Quandt miêu tả khoa học đầu tiên.